# 12132 Wimfröger
A 12132 Wimfroger (ideiglenes jelöléssel 2103 P-L) a Naprendszer kisbolygóövében található aszteroida. Cornelis Johannes van Houten,  Ingrid van Houten-Groeneveld és Tom Gehrels fedezte fel 1960. szeptember 24-én.